# Miloš Pantović (calciatore 2002)
Miloš Pantović (in serbo Милош Пантовић?; Novi Sad, 24 agosto 2002) è un calciatore serbo, centrocampista del TSC Bačka Topola e della nazionale serba.

## Carriera

### Club
Cresciuto nel settore giovanile della Stella Rossa, debutta in prima squadra il 10 ottobre 2019 in occasione dell'incontro di Kup Srbije vinto 8-0 contro il FK Trepča.

### Nazionale
Ha giocato nella nazionale serba Under-21.
Nel 2023 ha esordito nella nazionale serba.

## Statistiche
Statistiche aggiornate al 2 novembre 2021.

### Presenze e reti nei club
| Stagione        | Squadra           | Campionato      | Campionato | Campionato | Coppe nazionali | Coppe nazionali | Coppe nazionali | Coppe continentali | Coppe continentali | Coppe continentali | Altre coppe | Altre coppe | Altre coppe | Totale | Totale | Totale |
| Stagione        | Squadra           | Comp            | Pres       | Reti       | Comp            | Pres            | Reti            | Comp               | Pres               | Reti               | Comp        | Pres        | Reti        | Pres   | Reti   |        |
| --------------- | ----------------- | --------------- | ---------- | ---------- | --------------- | --------------- | --------------- | ------------------ | ------------------ | ------------------ | ----------- | ----------- | ----------- | ------ | ------ | ------ |
| 2019-gen. 2020  | Stella Rossa      | SL              | 0          | 0          | CS              | 1               | 0               |                    | -                  | -                  |             | -           | -           | 0      | 0      |        |
| gen.-giu. 2020  | Grafičar Belgrado | 1L              | 6          | 1          | CS              | 0               | 0               |                    | -                  | -                  |             | -           | -           | 6      | 1      |        |
| 2020-2021       | Voždovac          | SL              | 16         | 3          | CS              | 1               | 0               |                    | -                  | -                  |             | -           | -           | 17     | 3      |        |
| 2021-2022       | Voždovac          | SL              | 14         | 0          | CS              | 1               | 1               |                    | -                  | -                  |             | -           | -           | 15     | 1      |        |
| Totale carriera | Totale carriera   | Totale carriera | 36         | 4          |                 | 3               | 1               |                    | -                  | -                  |             | -           | -           | 39     | 5      |        |

### Cronologia presenze e reti in nazionale
| Cronologia completa delle presenze e delle reti in nazionale ― Serbia | Cronologia completa delle presenze e delle reti in nazionale ― Serbia | Cronologia completa delle presenze e delle reti in nazionale ― Serbia | Cronologia completa delle presenze e delle reti in nazionale ― Serbia | Cronologia completa delle presenze e delle reti in nazionale ― Serbia | Cronologia completa delle presenze e delle reti in nazionale ― Serbia | Cronologia completa delle presenze e delle reti in nazionale ― Serbia | Cronologia completa delle presenze e delle reti in nazionale ― Serbia |
| Data                                                                  | Città                                                                 | In casa                                                               | Risultato                                                             | Ospiti                                                                | Competizione                                                          | Reti                                                                  | Note                                                                  |
| --------------------------------------------------------------------- | --------------------------------------------------------------------- | --------------------------------------------------------------------- | --------------------------------------------------------------------- | --------------------------------------------------------------------- | --------------------------------------------------------------------- | --------------------------------------------------------------------- | --------------------------------------------------------------------- |
| 26-1-2023                                                             | Los Angeles                                                           | Stati Uniti                                                           | 1 – 2                                                                 | Serbia                                                                | Amichevole                                                            | -                                                                     | 62’                                                                   |
| Totale                                                                |                                                                       | Presenze                                                              | 1                                                                     |                                                                       | Reti                                                                  | 0                                                                     |                                                                       |